# Honda C 185-serie
De Honda C 185-serie is een kleine serie lichte motorfietsen die Honda produceerde 1978 en 1979. De serie bestaat uit de Honda CD 185 Twin commuter bike en de Honda CM 185 Twinstar custom.

## Voorgeschiedenis
In 1968 had Honda de CD 175 op de markt gebracht als robuuste toermotorfiets voor woon-werkverkeer. Hoewel deze machine aanvankelijk nog was opgebouwd uit plaatstaal had ze in 1975 een buisframe gekregen. De Amerikaanse versie CA 175 had een startmotor, de Europese versie, die vooral in het Verenigd Koninkrijk populair werd, moest worden gestart met een kickstarter. Toen in 1978 de opvolger CD 185 op de markt kwam, werd de CD 175 nog steeds geproduceerd.

## CD 185 Twin

### Motor
Ten opzichte van de CD 175 was de boring van de CD 185 slechts 1 mm groter, waardoor de cilinderinhoud op 180,9 cc kwam. Dat de machine toch de naam "CD 185" kreeg was waarschijnlijk omdat klanten het verschil van slechts 5 cc niet overtuigend zouden vinden. Toch was de motor helemaal vernieuwd. Het was weliswaar nog steeds een paralleltwin met een enkele bovenliggende nokkenas en twee kleppen per cilinder, maar ze had nu een verticaal deelbaar carter. De nokkenas werd door een ketting tussen de beide cilinders aangedreven. De ontsteking werkte nog steeds met een bobine en contactpuntjes, een besparing ten opzichte van de duurdere elektronische CDI die andere modellen al hadden.

### Aandrijving
Vanaf de krukas dreven tandwielen de meervoudige natte platenkoppeling aan. De machine had een vijfversnellingsbak en het achterwiel werd aangedreven door een geheel ingesloten ketting.

### Rijwielgedeelte
Het frame bestond grotendeels uit tot buizen gepuntlast plaatwerk. Vanaf het balhoofd liep een enkele buis naar beneden, die het motorblok niet omsloot maar er aan de voorkant aan vastgeschroefd zat. Daarmee was het een brugframe, waarvan het blok een dragend deel uitmaakte. Zowel voor als achter zaten trommelremmen. Voor zat een telescoopvork, achter een swingarm met twee veer/demperelementen.

## CM 185 Twinstar
Tegelijk met de CD 185 verschenen de eerste customs van Honda op de markt. Naast de Honda CM 400 A Hondamatic was dat de CM 185 Twinstar, die dezelfde motor als de CD 185 had. De CM 185 Twinstar had een hoger stuur, een getrapt duozadel en een verchroomde handgreep voor de duopassagier. Ze werd in 1978 en 1979 geleverd, met slechts kleine verschillen tussen de beide versies. In beide jaren waren de hoofdkleuren Candy Antares Red en Candy Sword Blue, maar de biezen waren verschillend. In 1978 waren ze wit, goudkleurig en zwart, in 1979 kwam er een brede rode bies samen met een dun goudkleurig biesje op de tank.
Beide machines werden in 1980 opgevolgd door 200cc-versies.